# نسر الرأس
نسر الرأس (الاسم العلمي: Gyps coprotheres)، نوع من الطيور الكاسرة في العالم القديم المنتمية إلى فصيلة البازية. متوطنة في أفريقيا الجنوبية، وتوجد بشكل رئيسي في جنوب إفريقيا وليسوتو وبوتسوانا، وفي بعض أنحاء شمال ناميبيا. تُعشش على المنحدرات وتضع بيضة واحدة كل عام. منذ عام 2015، تم تصنيفها على أنها مهددة بالانقراض.